# Desgeneradas
Desgeneradas fue un programa de televisión argentino que se transmitió a partir del 2 de mayo de 2016 por la cadena Canal 9, de lunes a viernes de 17:00 a 18:25 (UTC -3), bajo la conducción de Georgina Barbarrosa, Victoria Onetto y Lola Morán.
El 21 de mayo del mismo año, se informó que el canal había cancelado el programa luego de 13 emisiones al aire ya que no cumplió con las expectativas del canal por la baja audiencia obtenida.

## Formato
Desgeneradas es un programa presentado por tres actrices de distintas generaciones quienes darán una mirada distinta a cada tema que vayan a tratar. También en cada emisión recibirán la visita de distintos invitados ya sean actores, cantantes, bailarines, políticos, modelos; entre otros. Además estarán acompañadas por un grupo de panelistas: Lucila Díaz Castelli, Bernie Catoira y Mariano Otálora.

## Audiencia
| #1  | lunes     | 2 de mayo de 2016  |  | 3.2 | ↑ Subió | No | [ 3 ]  |
| #2  | martes    | 3 de mayo de 2016  |  | 2.5 | ↓ Bajó  | No | [ 4 ]  |
| #3  | miércoles | 4 de mayo de 2016  |  | 2.4 | ↓ Bajó  | No | [ 5 ]  |
| #4  | jueves    | 5 de mayo de 2016  |  | 2.1 | ↓ Bajó  | No | [ 6 ]  |
| #5  | viernes   | 6 de mayo de 2016  |  | 1.9 | ↓ Bajó  | No | [ 7 ]  |
| #6  | lunes     | 9 de mayo de 2016  |  | 1.7 | ↓ Bajó  | No | [ 8 ]  |
| #6  | martes    | 10 de mayo de 2016 |  | 1.7 | = Igual | No | [ 9 ]  |
| #7  | miércoles | 11 de mayo de 2016 |  | 1.7 | Igual   | No | [ 10 ] |
| #8  | jueves    | 12 de mayo de 2016 |  | 1.7 | Bajó    | No | [ 11 ] |
| #9  | viernes   | 13 de mayo de 2016 |  | 2.0 | Subió   | No | [ 12 ] |
| #10 | lunes     | 16 de mayo de 2016 |  | 2.1 | Subió   | No | [ 13 ] |
| #11 | martes    | 17 de mayo de 2016 |  | 2.3 | ↑ Subió | No | [ 14 ] |
| #12 | miércoles | 18 de mayo de 2016 |  | 1.1 | Bajó    | No | [ 15 ] |
| #13 | jueves    | 19 de mayo de 2016 |  | 1.6 | Subió   | No | [ 16 ] |
| #14 | viernes   | 20 de mayo de 2016 |  | 2.3 | ↑ Subió | No | [ 17 ] |
| #15 | lunes     | 23 de mayo de 2016 |  |     |         |    |        |
| #16 | martes    | 24 de mayo de 2016 |  |     |         |    |        |
| #17 | miércoles | 25 de mayo de 2016 |  |     |         |    |        |
| #18 | jueves    | 26 de mayo de 2016 |  |     |         |    |        |
| #19 | viernes   | 27 de mayo de 2016 |  |     |         |    |        |

     Emisión más vista hasta el momento.

     Emisión menos vista hasta el momento.